# Fiódorovka (Briansk)
Fiódorovka — Фёдоровка (rus) — és un poble de l'óblast de Briansk, a Rússia, segons el cens del 2010 tenia 22 habitants. Pertany al districte de Zlinka.